# Walter Posth
Walter Posth (* 9. November 1914 in Köln-Mülheim; † 21. Oktober 1988 in Meisenheim am Glan) war deutscher evangelischer Pfarrer und Autor.

## Leben und Wirken
Walther Posth war zunächst von 1945 bis 1957 evangelischer Pfarrer in Wuppertal-Wichlinghausen. Danach war er rheinischer Landesjugendpfarrer bis 1969 und dann wieder, bis 1980, Gemeindepfarrer an der Evangelischen Schlosskirche in Meisenheim am Glan. 1960 legte er den Grundstein für die Evangelische Jugendakademie Radevormwald, deren kommissarischer Leiter er bis 1962 war. Er war auch Mitbegründer des Jugendrings Wuppertal und dessen Vorsitzender von 1949 bis 1969. Sein Nachlass, also seine Predigten, Vorträge als Landesjugendpfarrer und Fotomappe anlässlich der Verabschiedung 1969, ist im Archiv der Evangelischen Kirche im Rheinland, Düsseldorf.
Walther Posth wurde auf dem Friedhof zu Meisenheim am Glan beigesetzt. Nach ihm ist der Walter-Posth-Platz in Wuppertal benannt.

## Werke
- Christus unser Schicksal. 1946
- Es geschah des Herrn Wort. Eine Auslegung des Propheten Jona für unsere Tage. 1946
- Da wartet ein Jugendkreis auf Dich! 1949
- Der Weg zum Leben. 1949